# Річі Гевенс
Річі Гевенс (англ. Richard Pierce "Richie" Havens; нар. 21 січня 1941 — пом. 22 квітня 2013) — американський фолк-музикант.
Його всесвітня слава почалася, коли він відкривав фестиваль у Вудстоку у 1969 році. Саме тоді він виконав свою версію знаменитого спірічуела Motherless Child.
Помер від серцевого нападу у віці 72 роки.